# غروب آفتاب: عقب‌نشینی خون‌آشام
غروب آفتاب: خون‌آشام در عقب‌نشینی (به انگلیسی: Sundown: The Vampire in Retreat) یک فیلم کمدی ترسناک و وسترن آمریکایی محصول ۱۹۸۹ به کارگردانی آنتونی هیکاکس با بازی دیوید کارادین، بروس کمبل، مورگان بریتانی و دبورا فورمن است. بخش‌هایی از فیلم در مواب، یوتا، تامپسون اسپرینگز، هیتل باتم و پارک ملی آرچز فیلمبرداری شد.
تنها نمایش عمومی در جشنواره‌های فیلم در سیاتل و پالم اسپرینگز و همچنین در کن بود. در سال ۱۹۹۱ به صورت وی اچ اس و در سال ۲۰۰۸ به صورت دی‌وی‌دی منتشر شد و طرفدارانی را به خود جلب کرد.